# Ectropothecium eccremocladum
Ectropothecium eccremocladum là một loài Rêu trong họ Hypnaceae. Loài này được (Besch.) Broth. mô tả khoa học đầu tiên năm 1908.